# (35332) 1997 EY52
1997 EY52 (asteroide 35332) é um asteroide da cintura principal. Possui uma excentricidade de 0.11717640 e uma inclinação de 0.89328º.
Este asteroide foi descoberto no dia 8 de março de 1997 por Eric Walter Elst em La Silla.